# Hełmówka błotna

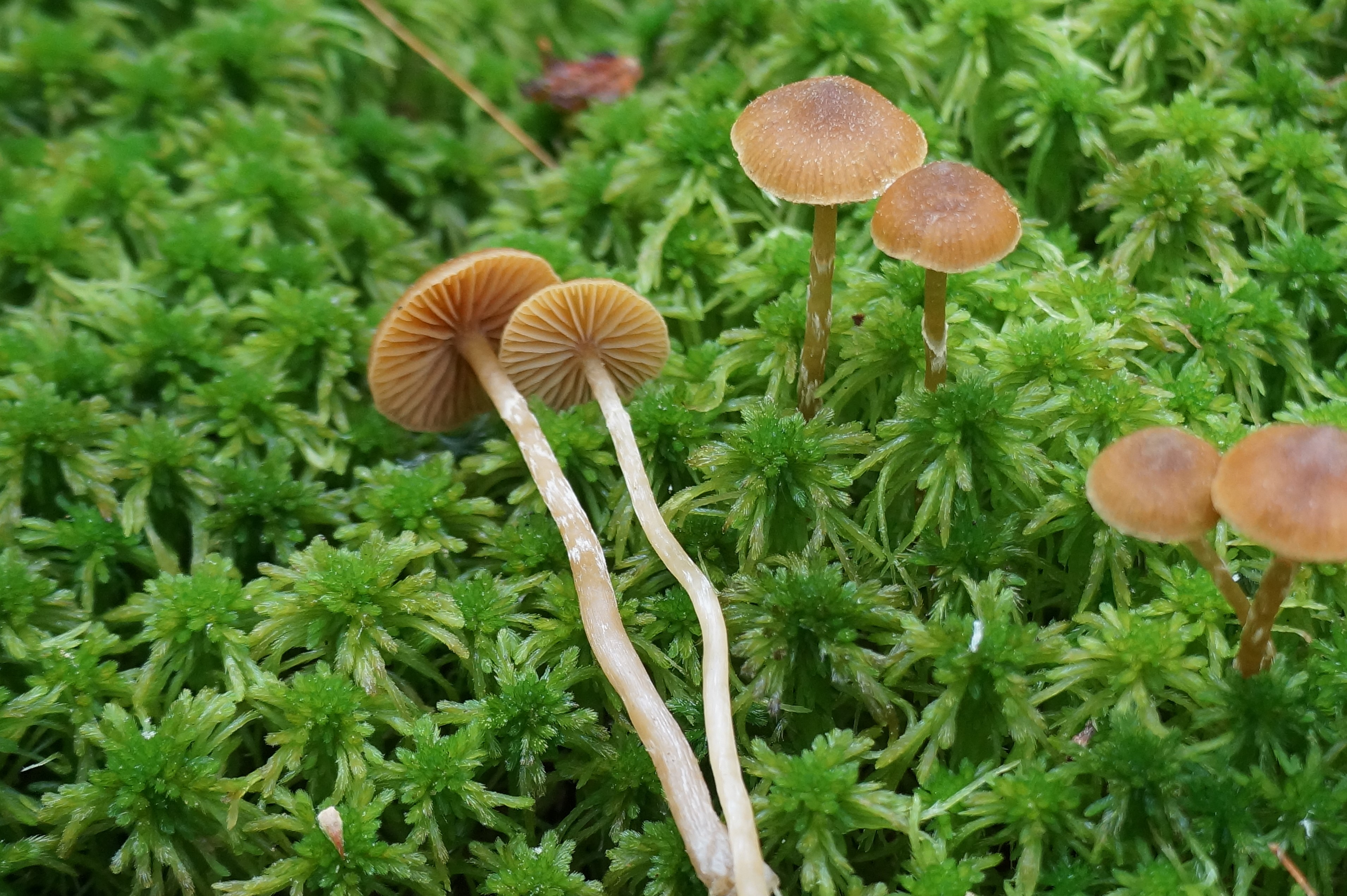

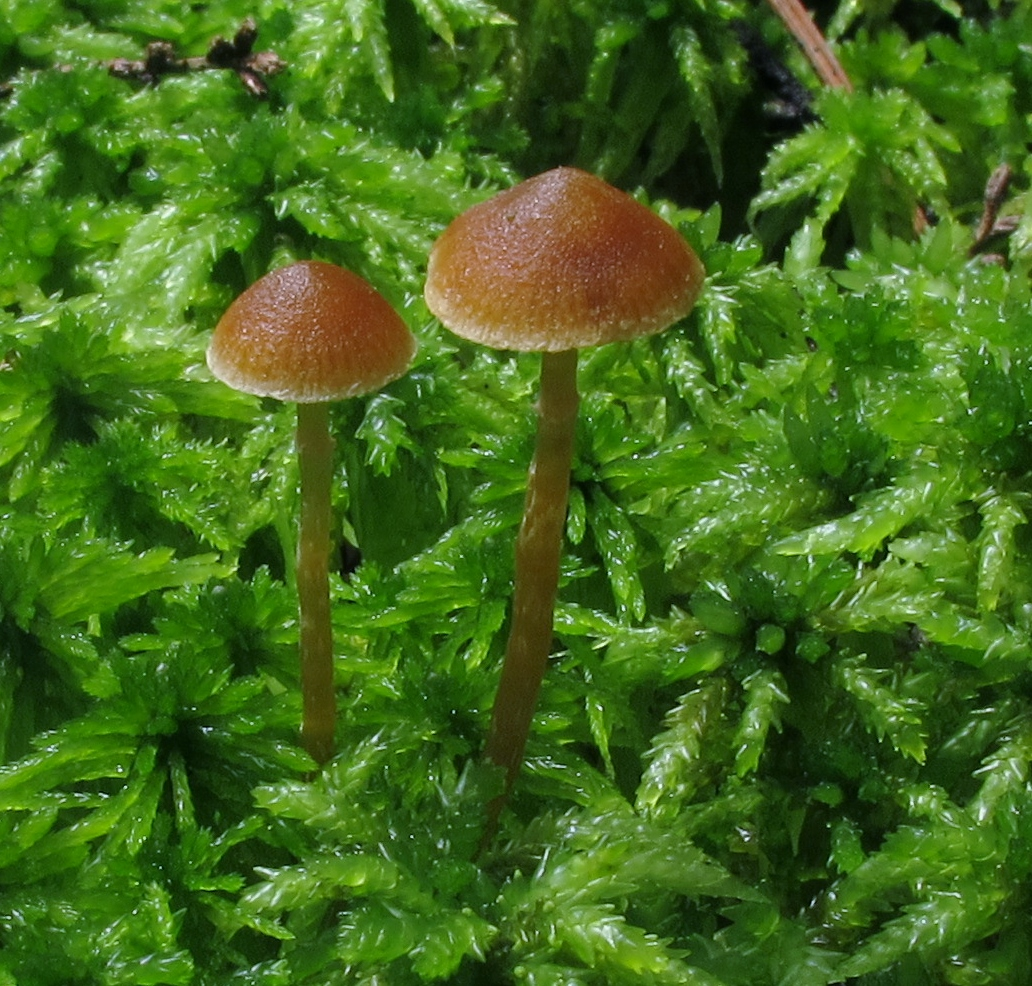

Hełmówka błotna (Galerina paludosa (Fr.) Kühner) – gatunek grzybów należący do rodziny Hymenogastraceae.

## Systematyka i nazewnictwo
Pozycja w klasyfikacji według Index Fungorum: Galerina, Hymenogastraceae, Agaricales, Agaricomycetidae, Agaricomycetes, Agaricomycotina, Basidiomycota, Fungi.
Po raz pierwszy takson ten zdiagnozował w 1838 roku Elias Fries, nadając mu nazwę Agaricus paludosus. Obecną, uznaną przez Index Fungorum nazwę nadał mu w 1935 roku Robert Kühner. Synonimy:
- Agaricus paludosus Fr. 1838
- Agaricus paludosus var. stygius Fr. 1838
- Galera paludosa (Fr.) P. Kumm. 1871
- Galerula paludosa (Fr.) A.H. Sm. 1935
- Hydrocybe paludosa (Fr.) M.M. Moser 1953
- Pholiota paludosa (Fr.) Pat. 1887
- Tubaria paludosa (Fr.) P. Karst. 1879
- Tubaria paludosa f. limosa Sacc. 1887

Nazwę polską zaproponował Władysław Wojewoda w 2003 r.

## Morfologia
Kapelusz
Średnica 0,8–2,5 cm, u młodych owocników stożkowy, potem dzwonkowaty, w końcu łukowaty z wyraźnym wybrzuszeniem. Jest higrofaniczny; w stanie wilgotnym czerwonobrązowy, prążkowany do 1/3 promienia i jedwabiście błyszczący, w stanie suchym ochrowobrązowy, matowy. Brzeg ostry, początkowo z resztkami osłony.
Blaszki
Szeroko przyrośnięte, szerokie, początkowo jasnoochrowe, potem ochrowobrązowe. Na ostrzach białe rzęski.
Trzon
Wysokość 4–7 cm, grubość 1,5–4 mm, sprężysty, walcowaty, początkowo pełny, potem pusty. Posiada strefę pierścieniową, początkowo białawą, ale potem brązową od zarodników. Powyżej tej strefy jest bladoochrowobrązowy, poniżej czerwonobrązowy, pokryty podłużnie i okrężnie białawymi resztkami osłony.
Miąższ
Brązowawy, cienki, o mącznym zapachu i smaku.
Cechy mikroskopowe
Wysyp zarodników brązowy. Podstawki maczugowate, 4-sterygmowe, ze sprzążkami. Zarodniki elipsoidalne, drobno brodawkowate, o rozmiarach 9,5–11 × 6–7 μm.

## Występowanie i siedlisko
Występuje w Ameryce Północnej, Europie i Azji. W piśmiennictwie naukowym na terenie Polski podano wiele stanowisk. Liczne i nowsze stanowiska podaje także internetowy atlas grzybów. W opracowaniu Czerwona lista roślin i grzybów Polski zaliczony jest jednak do kategorii grzybów rzadkich (R).
Grzyby mszakolubne. Siedlisko: wilgotne tereny porośnięte mchami (torfowiska, mokre łąki, podmokłe lasy). Owocniki pojawiają się od maja do października.